# Carina Schwab
Carina Schwab (* 13. Juli 1990 in Berchtesgaden) ist eine ehemalige deutsche Rennrodlerin.
Carina Schwab stammt aus einer Rennrodlerfamilie. Ihr Vater Martin Schwab war Rennrodler und ist Co-Trainer der deutschen Juniorennationalmannschaft. Lange Zeit war er Heimtrainer seiner Tochter. Ihr Onkel Thomas Schwab war erfolgreicher Rodler, Nationaltrainer Deutschlands und ist aktuell Generalsekretär des Bob- und Schlittenverbandes für Deutschland. Carina Schwab lebt in ihrem Geburtsort und startete für den örtlichen RC Berchtesgaden. Die Sportsoldatin gehörte seit der Saison 2010/11 dem B-Kader des deutschen Nationalteams an.
Erste Rennen im Jugend A-Weltcup gewann Schwab in der Saison 2005/06. Im Gesamtweltcup der Junioren wurde sie 2007 Dritte. Ein Jahr später verbesserte sie sich schon auf den zweiten Platz und gewann in Lake Placid zudem die Bronzemedaille bei den Junioren-Weltmeisterschaften. 2009 verbesserte sie sich jeweils um einen Platz und gewann die Gesamtwertung des Junioren-Weltcups und wurde in Nagano Vizeweltmeisterin der Juniorinnen. 2010 gewann Schwab in Igls den Titel als Juniorenweltmeisterin und belegte im Gesamtweltcup der Junioren erneut den zweiten Platz.
Bei den Frauen startete Schwab sporadisch seit Ende der 2000er Jahre. Bei den Deutschen Meisterschaften 2009 – die Meisterschaften werden immer schon im Jahr zuvor ausgetragen und bilden einen Teil der Weltcupqualifikation – platzierte sie sich hinter den Weltcupstarterinnen Tatjana Hüfner, Natalie Geisenberger, Stefanie Sieger, Anke Wischnewski und Corinna Martini auf dem sechsten Platz. In der Folgezeit sollten Sieger und Martini ihre direkten Konkurrentinnen um den vierten Weltcup-Startplatz sein und zunächst in den beiden folgenden Saisonen vor ihr liegen. Bei der DM 2010 wurde Schwab nur Zehnte. 2011 erreichte sie den fünften Platz und ließ dabei Steffi Sieger hinter sich. Weil auch Martini sich verletzt hatte, konnte sich die Nummer fünf im deutschen Team dieser Saison erstmals für den Weltcup qualifizieren. Ihr erstes Rennen bestritt sie zum Auftakt der Saison in Igls, bei dem sie den siebten Platz belegte und damit sofort eine einstellige Platzierung erreichte. In ihrem zweiten Rennen in Winterberg konnte Schwab sich um zwei Ränge verbessern. Auch in den folgenden Saisonrennen fuhr sie immer auf einstellige Ränge, in Königssee und Oberhof verpasste sie jeweils als Vierte knapp eine erste Podestplatzierung. Diese erreichte sie am 12. Februar 2011 in Paramonowo, als sie beim Sieg der Kanadierin Alex Gough – dem ersten Weltcuperfolg einer Nichtdeutschen seit mehr als 13 Jahren – Zweite und damit beste Deutsche wurde.
Nach der verpassten Qualifikation für das deutsche Weltcup-Team zur Saison 2013/14 verkündete Carina Schwab im November 2013 ihren sofortigen Rücktritt vom Rodelsport.